# Muhammad as-Sahhaf

Muhammad as-Sahhaf während einer Fernsehansprache (1996)

Muhammad as-Sahhaf (arabisch محمد سعيد الصحاف, DMG Muḥammad Saʿīd aṣ-Ṣaḥḥāf, häufig auch al-Sahhaf; * 30. Juli 1940 in Hilla bzw. Babylon, Irak), auch Baghdad Bob oder Comical Ali genannt, war in der Regierung von Saddam Hussein Außenminister und später Informationsminister des Irak. Er wurde während des dritten Golfkrieges bekannt. Grund waren vor allem seine abwegigen und unglaubwürdigen Propagandaaussagen.

## Leben
Sahhaf trat zunächst in die Fußstapfen seines Vaters, der ein Zigarettenverkäufer aus Hilla war. Allerdings hielt er den Job hinter der Theke nur einen Monat aus. Er studierte englische Sprache und Literatur. Doch er sympathisierte immer mehr mit der revolutionären Baath-Partei, welcher er schließlich auch beitrat. Nach der Revolution von 1968 stieg er zum Chef des Militärrundfunks auf. Zwei Jahre später wurde er Direktor des irakischen Fernsehens. Schon damals, so erinnert sich sein Schwager, legte er eine gewisse Sturheit an den Tag und flog 1972 wieder aus dem Amt, weil er lieber die Endausscheidung eines Ringkampfes übertrug als eine Militärparade.
Darauf schickte man ihn 1975 als Botschafter nach Indien bzw. Burma, 1977 als Iraks ständigen Botschafter zur UNO nach New York. Im Außenministerium machte er Karriere und wurde 1980 Abteilungsleiter, 1983 Unterstaatssekretär, 1985 Botschafter in Schweden, 1987 Botschafter in Italien und 1990 Staatssekretär. Schließlich wurde er 1992 von Saddam Hussein als Nachfolger von Tariq Aziz zum Außenminister ernannt. Diesen Posten gab er 2001 an Nadschi Sabri ab. Anschließend begann die Tätigkeit, für die er international bekannt wurde – er wurde Informationsminister.
Während des dritten Golfkriegs verkündete Muhammad as-Sahhaf in regelmäßigen Presseerklärungen die angebliche Überlegenheit der irakischen Armee, beschönigte und erfand Kriegserfolge. Gleichzeitig unterschlug er reale Landgewinne und Erfolge der US-Truppen. Durch die überzogene Art, wie er dies tat, entwickelte er sich im Laufe des Krieges immer mehr zu einer Art komischen Figur, was auch in der Presse – vor allem in Form von Karikaturen – seinen Niederschlag fand. Seine Darstellungen brachten ihm im Westen schließlich eine eigene Fangemeinde ein, und er bekam Spitznamen wie „Comical Ali“ (in parodistischer Weise angelehnt an Chemical Ali) oder seltener in einer Eindeutschung „Lügen-Ali“. In Amerika wurde er im Scherz auch „Baghdad Bob“ genannt.
Insbesondere seine vor versammelter Öffentlichkeit abgehaltene Presseerklärung, die einrückenden US-Soldaten beendeten angesichts der zahlenmäßigen Überlegenheit irakischer Truppen vor den Toren Bagdads massenhaft ihr Leben durch Suizid, sorgte für allgemeine Erheiterung. Tatsächlich erreichten die US-Truppen zur gleichen Zeit die Außenbezirke Bagdads und das Ende der Regierung Saddam Husseins war nur noch eine Frage von Stunden. Während Sahhaf noch davon sprach, die amerikanischen Truppen endgültig abgewehrt und vernichtend geschlagen zu haben, war bereits Gefechtslärm im Hintergrund zu hören. Es wurde berichtet, dass sogar Präsident George W. Bush die Pressekonferenzen von Sahhaf im Fernsehen mit Interesse verfolgte. Selbst als während eines Interviews im Freien im Hintergrund schon amerikanische Panzer zu sehen waren, sagte Sahhaf: „There are no American infidels in Baghdad. Never! We are winning this war, and we will win the war. This is for sure.“
Kurze Zeit danach tauchte er unter. Am 24. Juni 2003 stellte er sich den US-Truppen. Er wurde verhört, allerdings bald wieder freigelassen, da er nicht auf der Liste der meistgesuchten Personen im Irak stand.
Im Jahr 2005 war as-Sahhaf bei „Abu Dhabi TV“ wieder auf Sendung. Er lebte zuletzt mit seiner Familie in den Vereinigten Arabischen Emiraten und schrieb an seinen Memoiren.